# Tênis nos Jogos Olímpicos de Verão de 2016

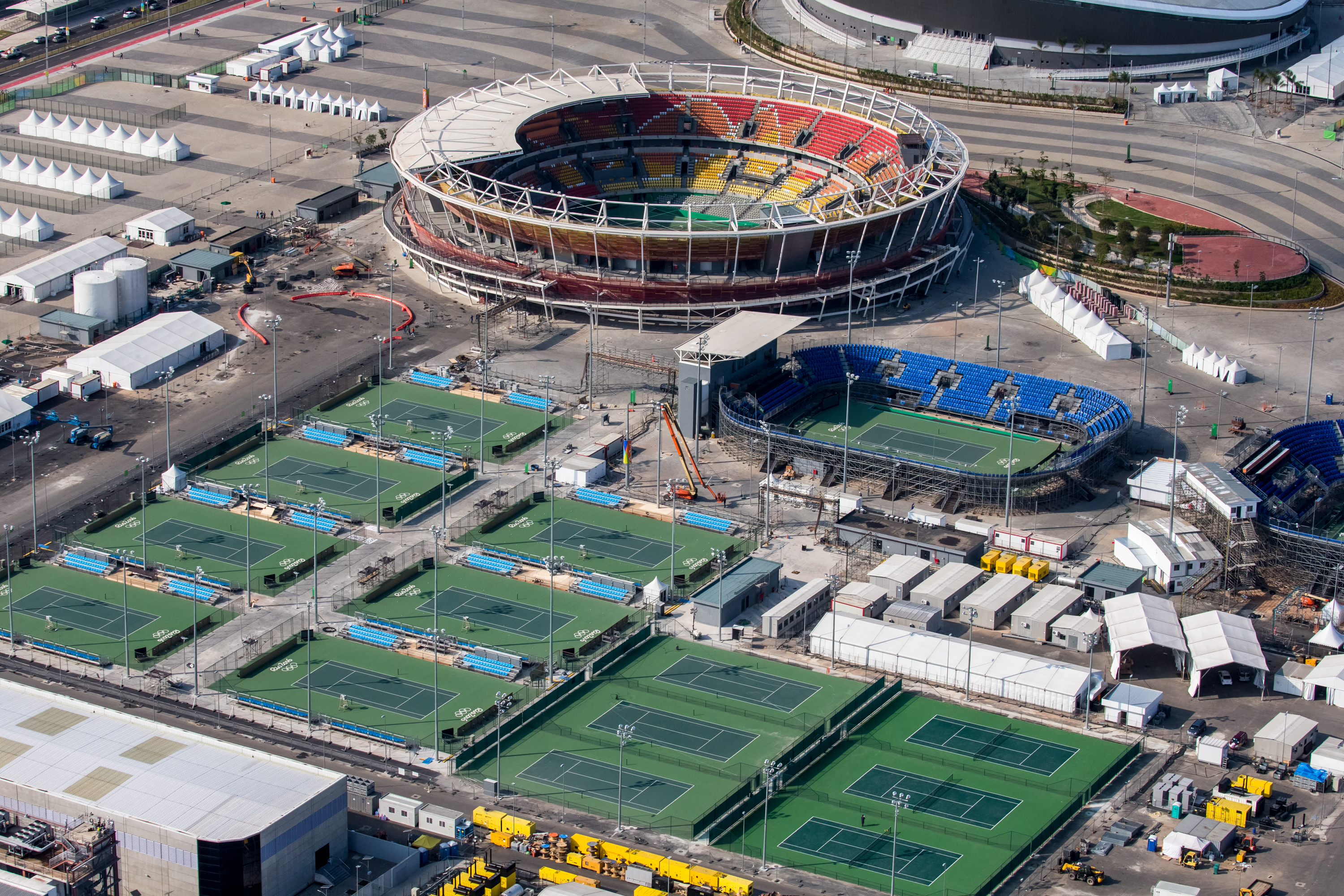
O Centro Olímpico de Tênis recebeu as competições da modalidade em 2016.

Os torneios de tênis (ou ténis) nos Jogos Olímpicos de Verão de 2016, no Rio de Janeiro, foram disputados entre 6 e 14 de agosto no Centro Olímpico de Tênis, no Parque Olímpico da Barra, na Barra da Tijuca, com dez quadras de piso rápido para a disputa dos jogos. Estiveram nas disputas 196 tenistas, sendo 105 homens e 96 mulheres, nos cinco eventos.
Pela primeira vez desde 1988, a disputa nos Jogos Olímpicos não contou pontos para o ranking dos jogadores na ATP e WTA.

## Eventos
Cinco torneios foram disputados:
- Simples masculino e feminino, com sessenta e quatro tenistas em cada categoria;
- Duplas masculinas e femininas, com trinta e duas duplas, totalizando sessenta e quatro tenista em cada categoria.
- Duplas mistas, com dezesseis duplas, totalizando trinta e dois tenistas.

Para o torneio de duplas mistas, apenas jogadores que já estavam classificados para as disputas em simples ou em duplas puderam participar.

## Qualificação
Foram colocadas em disputa cento e sessenta e oito vagas, de um total de 172 disponíveis. O principal critério de qualificação foram os rankings da ATP e da WTA, publicadas em 6 de junho de 2016, com base nos desempenho das últimas 52 semanas nos diversos torneios válidos para os rankings.
Cada Comitê Olímpico Nacional (CON) pôde qualificar até doze tenistas, seis de cada sexo, quatro para os torneios de simples e dois para o torneio de duplas.

## Formato de disputa
Todos os torneios foram disputados no sistema eliminatório de chaves, em que o vencedor passou para a fase seguinte (seis fases nos torneios individuais e cinco nos de duplas, exceto no de duplas mistas, com quatro fases). Os vencedores das semifinais disputaram a medalha de ouro e os perdedores disputaram a medalha de bronze.
A distribuição das duplas e dos tenistas nas chaves baseou-se no ranking mundial de 1º de agosto de 2016. Jogadores do mesmo país foram colocados em lados diferentes das chaves, de forma a se encontrarem apenas na final ou nas semifinais.
Cada um dos torneios tem uma peculiaridade, mas, basicamente, todas as partidas foram disputadas em melhor de três sets, sendo apenas o confronto final do torneio individual masculino disputado em melhor de cinco sets.
Cada set foi disputado em até doze games (jogos), finalizando quando um dos lados atinge seis games com uma vantagem de pelo menos dois. Cada game foi disputado em uma contagem de quatro pontos denominados 15, 30, 40 e game. Para vencer, o jogador ou dupla tem de obter uma vantagem de dois pontos. Caso empate em 40, o jogo continua até que um dos lados conquiste a vantagem de dois pontos.
Caso o set ficasse empatado em seis jogos, era disputado um jogo de desempate, o tie-break. O tie-break é disputado até que um dos lados atinja sete pontos, com vantagem de pelo menos dois pontos. A disputa continua até que um dos lados conquiste os dois pontos de vantagem. No quinto set da final do individual masculino e no terceiro set dos demais confrontos não há tie-break e os games prosseguiam até que um dos lados conquistasse dois jogos de vantagem.
No torneio de duplas mistas, no terceiro set é disputado o super tie-break, sendo finalizado quando uma das duplas atinge dez pontos com vantagem de pelo menos dois pontos. A disputa continua até que um dos lados conquiste os dois pontos de vantagem.

## Calendário
| Data              | 6 de agosto     | 7 de agosto     | 8 de agosto    | 9 de agosto    | 10 de agosto             | 11 de agosto | 12 de agosto | 13 de agosto | 14 de agosto |
| Dia               | Sábado          | Domingo         | Segunda        | Terça          | Quarta                   | Quinta       | Sexta        | Sábado       | Domingo      |
| Hora de início    | 11:00           | 11:00           | 11:00          | 11:00          | —                        | 11:00        | 12:00        | 12:00        | 12:00        |
| ----------------- | --------------- | --------------- | -------------- | -------------- | ------------------------ | ------------ | ------------ | ------------ | ------------ |
| Simples masculino | Primeira rodada | Primeira rodada | Segunda rodada | Segunda rodada | Cancelado devido à chuva | Oitavas      | Quartas      | Semifinais   | Bronze/Final |
| Simples feminino  | Primeira rodada | Primeira rodada | Segunda rodada | Oitavas        | Cancelado devido à chuva | Quartas      | Semifinais   | Bronze/Final | —            |
| Duplas masculinas | Primeira rodada | Primeira rodada | Oitavas        | Quartas        | Cancelado devido à chuva | Semifinais   | Bronze/Final | —            | —            |
| Duplas femininas  | Primeira rodada | Primeira rodada | Oitavas        | Oitavas        | Cancelado devido à chuva | Quartas      | Semifinais   | Bronze       | Final        |
| Duplas mistas     | —               | —               | —              | —              | Cancelado devido à chuva | Oitavas      | Quartas      | Semifinais   | Bronze/Final |

## Medalhistas
Masculino
No torneio de simples, Andy Murray derrotou Juan Martín del Potro (Argentina) para ganhar o ouro para a Grã-Bretanha pela segunda vez na sua carreira, enquanto Kei Nishikori levou o bronze para o Japão. Por duplas, a equipa espanhola ganhou a medalha de ouro ao derrotar a Romênia na final, enquanto os Estados Unidos alcançaram o bronze.
| Evento           | Ouro                                | Prata                                 | Bronze                                     |
| ---------------- | ----------------------------------- | ------------------------------------- | ------------------------------------------ |
| Simples detalhes | Andy Murray GBR Grã-Bretanha        | Juan Martín del Potro ARG Argentina   | Kei Nishikori JPN Japão                    |
| Duplas detalhes  | Marc López Rafael Nadal ESP Espanha | Florin Mergea Horia Tecău ROU Romênia | Steve Johnson Jack Sock USA Estados Unidos |

Feminino
No simples, Porto Rico conquistou a inédita medalha de ouro graças à vitória de Mónica Puig sobre a alemã Angelique Kerber. A checa Petra Kvitová ficou com o bronze. Em pares, a dupla da Rússia levou a melhor sobre a equipa da Suíça na final para ganhar o ouro, enquanto a República Checa ficou com o bronze.
| Evento           | Ouro                                        | Prata                                     | Bronze                                              |
| ---------------- | ------------------------------------------- | ----------------------------------------- | --------------------------------------------------- |
| Simples detalhes | Mónica Puig PUR Porto Rico                  | Angelique Kerber GER Alemanha             | Petra Kvitová CZE República Checa                   |
| Duplas detalhes  | Ekaterina Makarova Elena Vesnina RUS Rússia | Timea Bacsinszky Martina Hingis SUI Suíça | Lucie Šafářová Barbora Strýcová CZE República Checa |

Misto
A dupla Bethanie Mattek-Sands e Jack Sock ganhou o ouro numa final estadunidense contra Venus Williams e Rajeev Ram, enquanto os checos Lucie Hradecká e Radek Štěpánek conquistaram o bronze frente à dupla Sania Mirza/Rohan Bopanna da Índia.
| Evento          | Ouro                                               | Prata                                        | Bronze                                            |
| --------------- | -------------------------------------------------- | -------------------------------------------- | ------------------------------------------------- |
| Duplas detalhes | Bethanie Mattek-Sands Jack Sock USA Estados Unidos | Venus Williams Rajeev Ram USA Estados Unidos | Lucie Hradecká Radek Štěpánek CZE República Checa |

## Quadro de medalhas

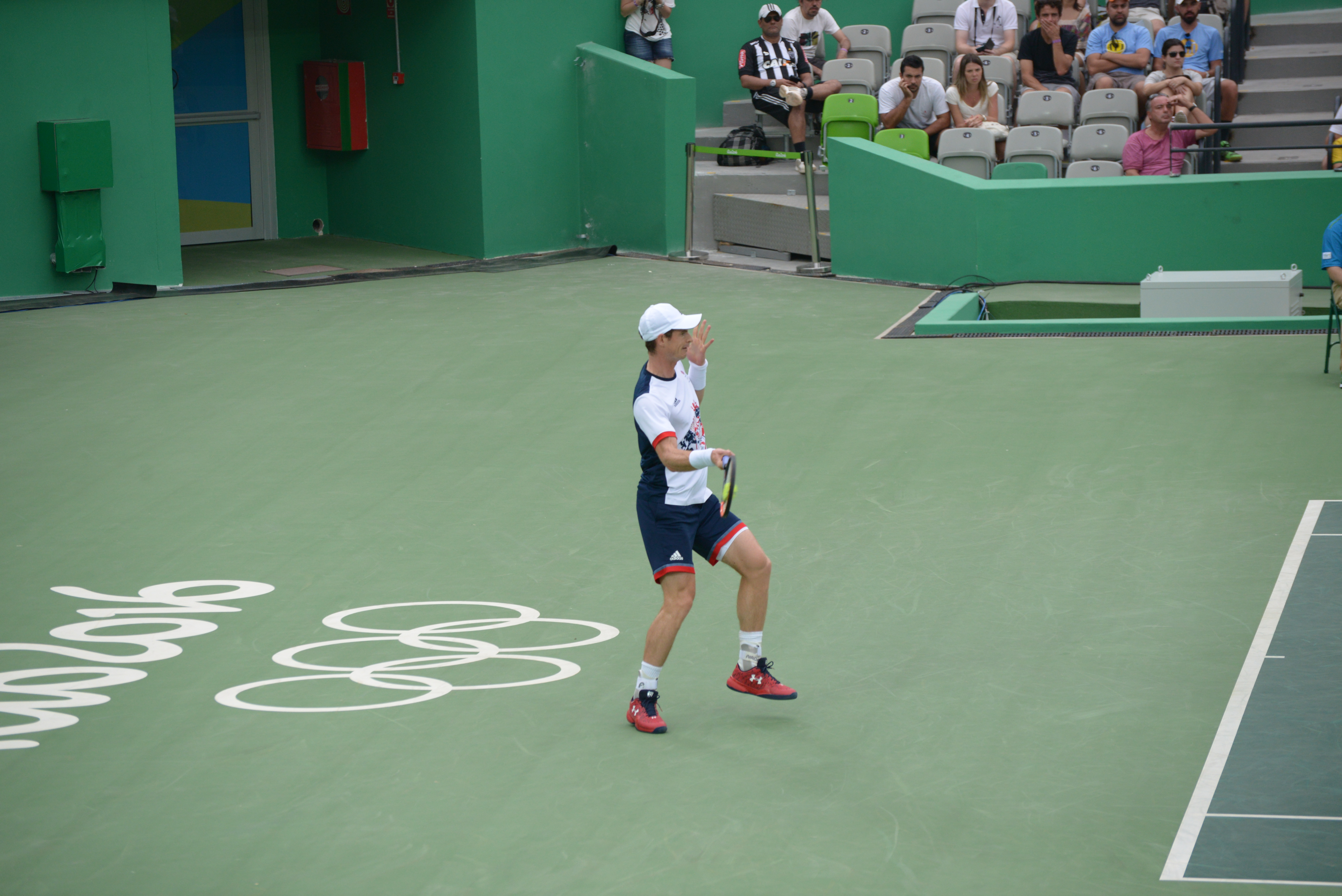
Andy Murray conquistou o bicampeonato em simples para a Grã-Bretanha.

| Ordem | País                | Medalha de ouro | Medalha de prata | Medalha de bronze |    | Ordem por total |
| ----- | ------------------- | --------------- | ---------------- | ----------------- | -- | --------------- |
| 1     | USA Estados Unidos  | 1               | 1                | 1                 | 3  | 1               |
| 2     | GBR Grã-Bretanha    | 1               |                  |                   | 1  | 3               |
|       | PUR Porto Rico      | 1               |                  |                   | 1  | 3               |
|       | RUS Rússia          | 1               |                  |                   | 1  | 3               |
|       | ESP Espanha         | 1               |                  |                   | 1  | 3               |
| 6     | ARG Argentina       |                 | 1                |                   | 1  | 3               |
|       | GER Alemanha        |                 | 1                |                   | 1  | 3               |
|       | ROU Romênia         |                 | 1                |                   | 1  | 3               |
|       | SUI Suíça           |                 | 1                |                   | 1  | 3               |
| 10    | CZE República Checa |                 |                  | 3                 | 3  | 1               |
| 11    | JPN Japão           |                 |                  | 1                 | 1  | 3               |
| TOTAL | TOTAL               | 5               | 5                | 5                 | 15 | —               |